# Jamais de la vie
Pour plus de détails, voir Fiche technique et Distribution.
Jamais de la vie est un film à suspense français réalisé par Pierre Jolivet, sorti en France le 8 avril 2015 et le 29 avril 2015 en Belgique.
Le film remporte la Coupe d'or lors du festival de Shanghai 2015.

## Synopsis
Franck est un ancien syndicaliste qui a retrouvé un travail de nuit d'agent de sécurité. Il vit seul et noie son chagrin dans l'alcool. Il n'a plus vraiment de raison de vivre et se prend d'affection pour sa conseillère emploi de son centre social. Jusqu'au jour où il se rend compte que quelque chose de malhonnête se prépare sur le lieu de son travail. Il va alors tout mettre en œuvre pour contrer cette tentative et réussir quelque chose de valorisant dans son existence.

## Fiche technique
- Titre : Jamais de la vie
- Réalisation : Pierre Jolivet
- Scénario, dialogues : Pierre Jolivet, collaboration de Simon Michaël et Simon Moutaïrou
- Photographie : Jérôme Alméras
- Montage : Yves Deschamps
- Musique : Sacha Sieff et Adrien Jolivet
- Costumes : Bethsabée Dreyfus
- Décors : Émile Ghigo
- Producteur : Marc-Antoine Robert et Xavier Rigualt
- Production : 2.4.7 Films, France 3 Cinéma, Panache Productions et La Cie Cinématographique
- Distribution : Ad Vitam
- Pays d’origine :  France
- Genre : thriller
- Durée : 95 minutes
- Date de sortie :
  - France : 8 avril 2015

## Distribution
- Olivier Gourmet : Franck
- Valérie Bonneton : Mylène
- Marc Zinga : Ketu
- Thierry Hancisse : Étienne
- Jean-François Cayrey : Antoine
- Yassine Douighi : Chad
- Paco Boublard : Le Bouclé
- Nader Boussandel : Ahmed
- Vincent Debost : Denis
- Julie Ferrier : Jeanne
- Bénabar : Pedro
- Pierre Jolivet : l'homme au centre social
- Soufiane Guerrab : Ziad

## Tournage
Le film a été tourné en partie dans le centre commercial et dans l'Intermarché de Othis (Seine-et-Marne) et dans un centre social de la Ville de Tremblay en France.